# Algona (Iowa)
Algona és una població dels Estats Units a l'estat d'Iowa. Segons el cens del 2000 tenia 5.741 habitants.

## Demografia
Segons el cens del 2000, Algona tenia 5.741 habitants, 2.434 habitatges, i 1.550 famílies. La densitat de població era de 493,7 habitants per km².
Dels 2.434 habitatges en un 29,8% hi vivien nens de menys de 18 anys, en un 52,8% hi vivien parelles casades, en un 8,1% dones solteres, i en un 36,3% no eren unitats familiars. En el 32,9% dels habitatges hi vivien persones soles el 16,8% de les quals corresponia a persones de 65 anys o més que vivien soles. El nombre mitjà de persones vivint en cada habitatge era de 2,29 i el nombre mitjà de persones que vivien en cada família era de 2,92.
Per edats la població es repartia de la següent manera: un 24,5% tenia menys de 18 anys, un 7,1% entre 18 i 24, un 24,1% entre 25 i 44, un 23,1% de 45 a 60 i un 21,2% 65 anys o més.
L'edat mediana era de 42 anys. Per cada 100 dones de 18 o més anys hi havia 83,6 homes.
La renda mediana per habitatge era de 32.207 $ i la renda mediana per família de 41.210 $. Els homes tenien una renda mediana de 31.504 $ mentre que les dones 20.667 $. La renda per capita de la població era de 16.979 $. Entorn del 7,9% de les famílies i el 10,8% de la població estaven per davall del llindar de pobresa.

## Poblacions més properes
El següent diagrama mostra les poblacions més properes.